# Mexikói spanyol nyelvjárás

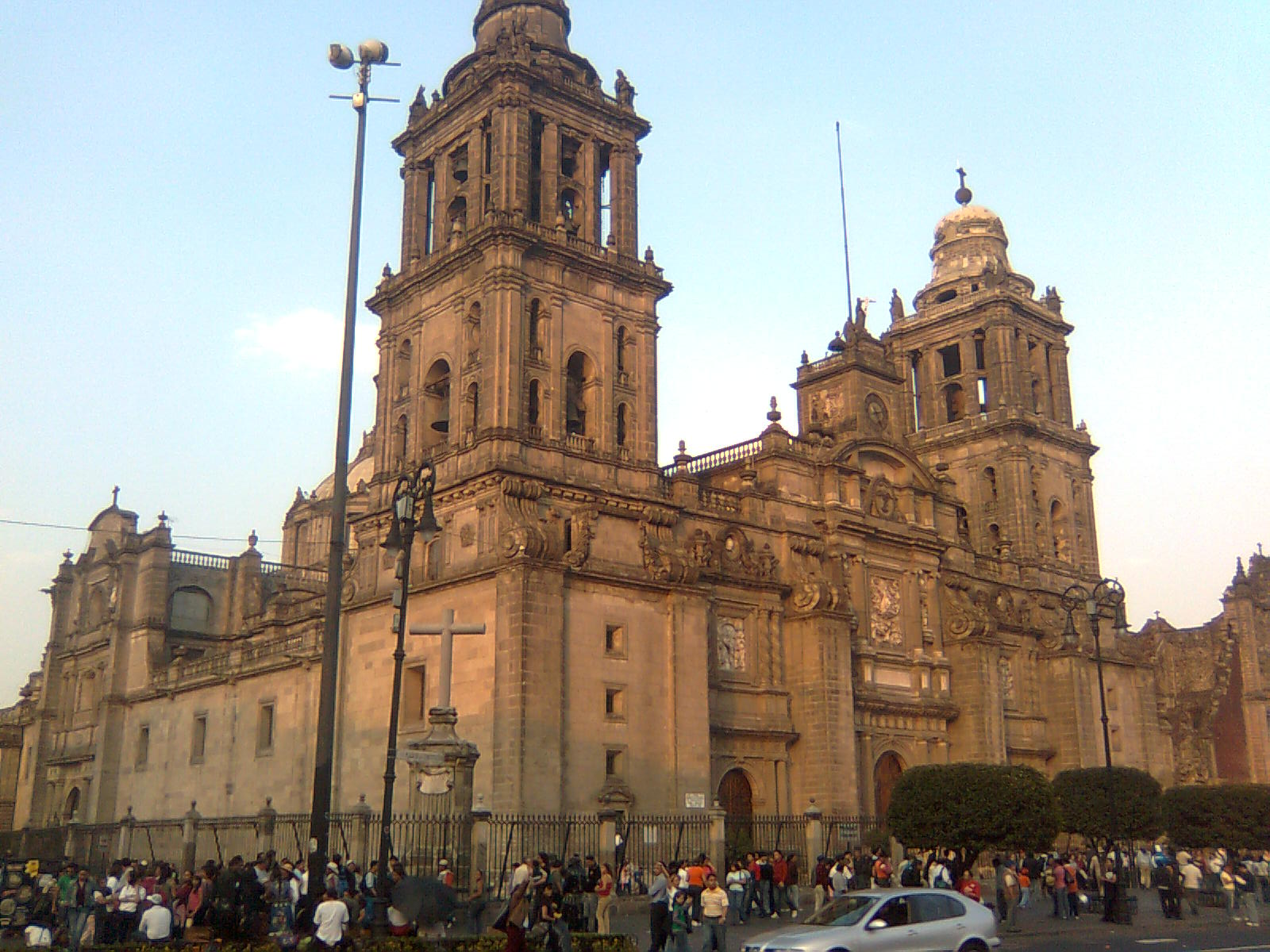
A mexikóvárosi Catedral Metropolitana

A mexikói spanyol nyelvjárás (español mexicano) a kasztíliai spanyol nyelvnek a Mexikói Egyesült Államok területén beszélt változata, amely egyúttal az ország – de facto – hivatalos és nemzeti nyelve. Beszélőinek száma a 2000-es mexikói népszámlálás szerint mintegy 96 millió fő volt, ami becslések alapján 2020-ra meghaladná a 111 milliót. Ezzel a legtöbb spanyol ajkú által használt nyelvjárás, beszélői a spanyol nyelvű össznépesség közel egynegyedét teszik ki. A nyelvjárást általánosságban úgy lehetne jellemezni, ahogy Max L. Wagner nyelvész is jellemezte az amerikai spanyol nyelvet: „változatosság az alapvető nyelvi egységben”. A mexikói spanyol viszonylag homogén nyelvjárás, de természetesen mutat kisebb-nagyobb regionális eltéréseket.
A mexikói nyelvi norma meglehetősen közel áll ahhoz az „ideális” spanyol nyelvi normához, melynek használatára valamennyi spanyol ajkú terület művelt beszélői törekednek. Ez talán annak a magas műveltségi szintnek köszönhető, amelyre – már korai időktől kezdve – Új-Spanyolország Alkirálysága (Virreinato de la Nueva España) felemelkedett, s mint ahogy a neves spanyol nyelvész, Ramón Menéndez Pidal emlékezett egyik tanulmányában: 

| (spanyolul) «La ciudad de Méjico fue, naturalmente, guía soberana en la formación del lenguaje colonial más distinguido. Prodigio de asimilación cultural, único en la historia de las naciones coloniales, ostentó muy pronto un nivel de vida espiritual y material comparable al de las mayores ciudades de la metrópoli. Conquistada en 1521, a los ocho años tenía sede catedral; en 1535 comienza a ser corte de virreyes; se hace cabeza de arzobispado en 1547; en 1530 empieza a tener imprenta, la primera del Nuevo Mundo; inaugura su universidad en 1553, y el ambiente literario a que ella sirve de centro atraía a su seno… a los más ilustres escritores sevillanos» | (magyarul)„Mexikóváros, természetesen, uralkodó vezérfonal volt a legelőkelőbb gyarmati nyelvhasználat kialakulásában. A kulturális asszimiláció csodája, az egyetlen a gyarmatnemzetek történelmében, nagyon hamar olyan szellemi és anyagi életszínvonallal kecsegtetett, amely összemérhető az anyaország legnagyobb városaiéval. Az 1521-es meghódítását követő nyolcadik évben már székesegyháza volt; 1535-től az alkirályok székhelyévé vált; az érsekség központja lesz 1547-ben; 1530-ban bevezetik a könyvnyomtatást, először az Újvilágban; megnyitja kapuit az egyeteme 1533-ban, s az irodalmi miliő, melynek központjául szolgál, a legkiválóbb sevillai írókat vonzotta kebléhez. ” |
| – R. Menéndez Pidal | |

## Jellemzők

### Hangtan
A mexikói spanyol fonetikai és fonológiai szempontból csak igen kevés ponton tér el a művelt sztenderd nyelvváltozattól. A mexikóiak általában fokozott figyelmet fordítanak a beszédjükre, s igyekeznek a nyelv helyességét megtartani. A beszédtempó lassú, a hangnem moderált. A főbb fonetikai–fonológiai jellemvonások a következők:

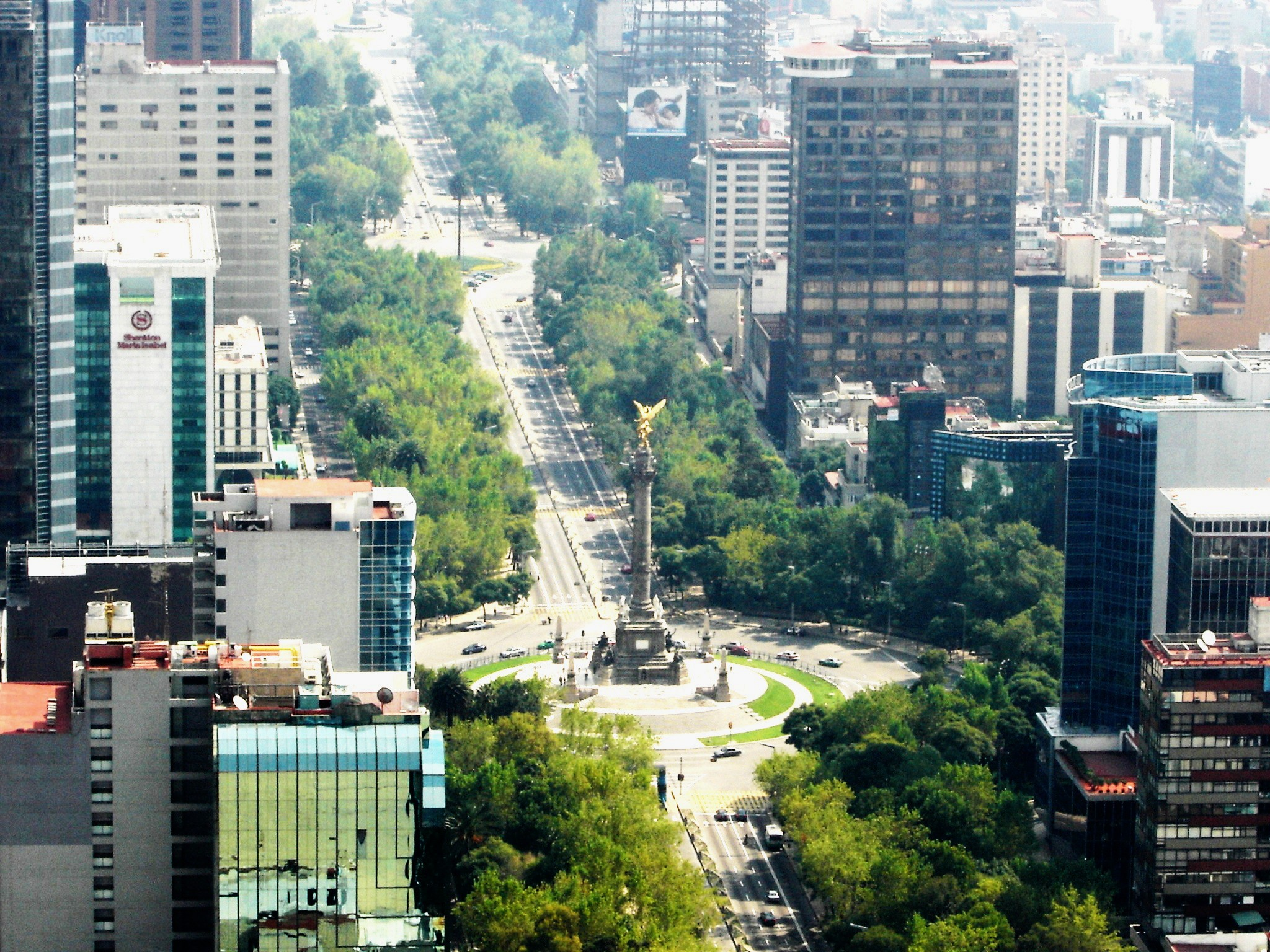
Mexikóváros híres sugárútja, a Paseo de la Reforma a Függetlenség angyala emlékművel, a Torre Mayorból fényképezve

- A többi amerikai spanyol nyelvjáráshoz hasonlóan csak egyféle [s] hang létezik (seseo) a magyar sz-nek megfelelő hangértékkel (írásban s, z, illetve e és i előtt c betűkkel jelölve).
- Szintén nem tesznek különbséget az ll és y betűkkel jelölt hangok között (yeísmo), a nyelvterület legnagyobb részéhez hasonlóan.
- A mássalhangzókat – különös tekintettel a magánhangzók közötti /b, d, g/ hangokra – minden helyzetben tisztán kiejtik: cantado [kanˈtaðo], extraordinario [ekstraordiˈnarjo], exquisito [ekskiˈsito], construir [konstruˈir], abstracto [absˈtrakto], examen [ekˈsamen] stb.
- Az ország legnagyobb részén a sziszegőhangot minden helyzetben tisztán kiejtik, csupán a partmenti nyelvjárásokban – ott sem mindegyikben – aspirálódik.
- Gyakori – még a művelt beszélők között is – a hangsúlytalan e és o [j] és [w] félhangzóként történő ejtése, amikor hangsúlyos a, e, o előtt állnak, mint pl. teatro [ˈtjatro], peor [ˈpjor], toalla [ˈtwaʝa], poeta [ˈpweta]. Ez tekinthető az egyetlen olyan, általánosan elterjedt nyelvjárási vonásnak, amelyben a beszélők eltérnek a művelt nyelvi normától.
- Szintén jellegzetes nyelvjárási sajátosság – bár korántsem általános, és előfordul más amerikai spanyol nyelvjárásokban is – a hangsúlytalan magánhangzók erőteljes redukciója, kiváltképp s környezetében: antes [ˈant(e)s], pesos [ˈpes(o)s]. Mindazonáltal ez csak elvétve fordul elő a legtöbb mexikói beszélőnél.
- Az előzőnél még ritkábban figyelhető meg – kizárólag beszédszünet előtt – a szóvégi -r asszibilálódása: salir [saˈliř], comer [koˈmeř].
- Olykor előfordul az ll/y magyar zs-szerű [ʒ] ejtése, jóllehet, szókezdő helyzetben terjedőben van a magyar dzs-szerű [d͡ʒ] ejtés.

### Nyelvtan
A nyelvtan vonatkozásában szintén elenyészőek azok a sajátosságok, amelyekben a mexikói nyelvhasználat eltérne az ideálistól.
- Mint több amerikai spanyol nyelvjárásban, a részes esetű személyes névmás tárgyesetű névmással kombinált használatakor – többes számú részes esetén – a többes számot a tárgyesetű névmáson jelölik: Di el libro a tus padres ’Odaadtam a könyvet a szüleidnek’ → Se los di ’Odaadtam nekik’ (a Se lo di helyett, ugyanis a se ebben az esetben számban invariábilis).
- Jellemző a desde és az hasta elöljárószók – nyomatékosító jellegű – használata nemcsak adott cselekvés (időbeni) határainak, hanem pillanatának jelölésére is: Regresé desde el sábado (=Ya regresé el sábado) ’Már szombaton visszaérkeztem’, Se casó hasta los 40 años (=Ya tenía 40 años cuando se casó) ’Csak 40 éves korában házasodott meg’.
- Az igeragozás tekintetében általános „anomália” a mexikói nyelvjárásban a személytelen haber (’van, létezik’) ige „személyesítése”: Hubieron muchas fiestas ’Sok ünnep volt’ (a Hubo muchas fiestas helyett), Habemos muchos inconformes ’Sokan vagyunk, akik ellenzik’ (a Somos muchos inconformes helyett); ez kiterjed az haber ige segédigével kombinált használatára is: Debían haber más de cien personas ’Több mint száz embernek kellett lennie’ (a Debía haber… helyett).
- Az amerikai spanyol nyelvjárásokhoz hasonlóan Mexikóban sem használják a vosotros, -as, vuestro, -a, -os, -as (többes szám második személyű) személyes névmásokat és a hozzájuk tartozó igealakokat; helyüket átvette a többes szám harmadik személy használata: ¡Qué traviesos son ustedes! ’Micsoda haszontalanok vagytok ti!’ (Spanyolországban: ¡Qué traviesos sois vosotros! lenne).
- Jellemző az ún. dequeizmus és queizmus, azaz a que vonzat helyett a de que használata, illetve fordítva: Me dijo de que lo haría ’Nekem azt mondta, hogy megcsinálja’ (a Me dijo que lo haría helyett); Estoy seguro que lo hará ’Biztos vagyok benne, hogy meg fogja csinálni’ (az Estoy seguro de que lo hará helyett).
- A kijelentő mód egyszerű (pretérito perfecto simple) és összetett befejezett múltjának (pretérito perfecto compuesto) használata között inkább befejezettség vs. gyakoriság jellegű szembenállás van, ellentétben a klasszikus spanyol lezárult cselekvés vs. jelenhez szorosan kapcsolódó jelleg megkülönböztetéssel: ¿Te golpeaste? ’Megütötted magad?’ szemben a Lo he discutido con mi abogado ’Már [többször is] megvitattam az ügyvédemmel’.
- Mint általában Hispano-Amerikában, a mexikói spanyolban is csaknem kiveszett a használatból a szintetikus jövő idő (futuro simple) a jövőre utaló cselekvés kifejezésére, helyette inkább körülírást alkalmaznak: voy a cantar ’énekelni fogok’; életképesebb viszont átvitt értelemben, lehetőség kifejezésére: No ha venido. Estará enfermo ’Nem jött el. Talán beteg’ (szó szerint: ’Beteg lesz’).

### Helyesírás

#### Azxrégies írású nevekben
Mexikói helyesírási archaizmus az x használata bizonyos nevekben és származékaikban a modern j helyett. A középkori spanyolban az x a magyar s – IPA [ʃ] – hanghoz hasonló hangértékkel bírt, így például a dixo (ma: dijo) ’mondott’ vagy traxo (ma: trajo) ’hozott’ szavak kiejtése [ˈdiʃo], illetve [ˈtraʃo] volt. E régi hang fennmaradt a mexikói spanyolban (és még más amerikai spanyol területeken) az azték eredetű nevekben, mint például a Xola [ˈʃola] (fontos kivétel a Xochimilco, ahol az x sz-nek hangzik), valamint bizonyos nevek archaizáló kiejtésében, amelyek a régi helyesírási alakot őrzik (pl. Ximénez, Mexía).
A fentebb leírt hang a 16. században velarizálódott (ld. középspanyol hangeltolódás), így jött létre a mai hangértéke (IPA /x/, mint a magyar technika szóban), melyet a modern helyesírás a j vagy – e, i előtt – a g betűvel is jelöl. Mindamellett a régies x írásmód ma is őrződik számos amerikai helységnévben, mint México, Oaxaca, Texas, illetve származékaiban (oaxaqueño, texano stb.), illetve néhány személynév amerikai spanyol változatában (Xavier, Ximena stb.). E szavak helyes kiejtése éppúgy /x/ hanggal történik, mintha j betűvel lennének írva, nem pedig [ks]-szel.

#### MéxicoésMéjico
E földrajzi névnek a Spanyol Királyi Akadémia által ajánlott helyesírása México, helyes kiejtése „mechiko” [ˈmexiko] (nem pedig *[ˈmeksiko]), és ugyanez vonatkozik a származékaira is: mexicano, mexicanismo stb. (E látszólagos íráskép–hang-megfeleltetési eltérés okát lásd fentebb.) Spanyolországban rendszerinti írásmódjuk egészen a közelmúltig Méjico, mejicano stb. volt. Bár a j betűvel írt alakok is helyesek, az x-es alak ajánlott, lévén, hogy ezt használják magában az országban és többnyire egész Hispano-Amerikában.

## Az amerindián nyelvek hatása
A mexikói spanyol nyelv néhány sajátossággal történő színesítésében különböző mértékben játszottak közre az ország különféle régióiban beszélt amerikai indián nyelvek, legfőképpen a navatl. Az indián nyelvek amerikai spanyolra gyakorolt hatásának mértéke heves vitákat váltott ki a szakemberek között: míg egyesek túlzott jelentőséget tulajdonítottak nekik, mások szerint a hatásuk csak nagyon felületesen érintette a nyelvi rendszert. Mexikó esetében kétségtelenül a navatl vagy azték nyelvnek a hatása volt a legjelentősebb, azonban ez is leginkább csak a szókincsre hatott: azték eredetű szavak a cacao ’kakaó’, chicle ’rágógumi’, coyote ’prérifarkas’, tiza ’kréta’ és a tequila. A hangtani hatásokról érdemes megemlíteni, hogy az azték eredetű jövevényszavakban előfordulhatnak olyan mássalhangzók, amelyek egyébként nem képezik részét a sztenderd nyelvváltozatnak: ilyen például a tl, vagy a tz (magyar c) hang a quetzal szóban, illetve az x-szel jelölt [ʃ] (magyar s) hang bizonyos indián eredetű helységnevekben.

## Nyelvjárási tagolódás

### Befolyásoló tényezők
Az előzőekben leírtakon túl, a mexikói spanyol nyelvjárási tagolódásában belső tényezőknek is jutott – nem elhanyagolható – szerep. Az ország „spanyolosítása” (castellanización) hosszú és komplex folyamat volt, s még mindig nem teljesedett be mindenhol. Kiterjedt területeket népesítettek be a 16. században, azonban sok más helyén a spanyol nyelv csak nemrégiben vált uralkodóvá, és korlátozottan ugyan, de akadnak még olyan részek is, ahol még nem sikerült felülkerekednie. Az ország legnagyobb részével ellentétben, ahol az egyetlen használt nyelv a spanyol, más területeken – mindenekfelett a Yucatán-félszigeten – széles körű kétnyelvűség áll fenn. Másrészt, az országba vitt spanyol nyelv nem mindenhol volt azonos, ami nemcsak a gyarmatosítás eltérő időszakainak, hanem a spanyol benépesítők különféle származásának és műveltségének tudható be: az alkirályság fővárosának és más magas kultúrájú nagyvárosoknak – mint például Puebla de los Ángeles – előkelő nyelvhasználata állt ellentétben a belterületekre vitt népies, műveletlen nyelvhasználattal. Mindezzel magyarázható a mexikói spanyol alapvetően homogén, ugyanakkor polimorf jellege.

### Nyelvjárási zónák
Mexikó nyelvjárási tagolódásáról még nem készültek részletes és mélyreható tanulmányok. Elsőként 1921-ben, Henríquez Ureña próbálkozott nyelvjárási területek behatárolásával, aki öt régiót különített el: 1) az ország északi része; 2) a középső fennsík; 3) a keleti „meleg partok”; 4) a Yucatán-félsziget, és 5) Chiapas állam. A jelenlegi ismeretek alapján, Juan M. Lope Blanch (UNAM) a következő tíz zónát jelölte meg:

Mexikó közigazgatási térképe

1. a Yucatán-félsziget, ahol a maja nyelv egyértelmű adsztrátumhatásával kell számolni;
2. Chiapas, amely eredetileg nem Új-Spanyolország, hanem a Guatemalai Helytartóság (Capitanía General de Guatemala) része volt, így nyelvhasználata közelebb áll a közép-amerikai nyelvjáráshoz (pl. a tú helyett a vos személyes névmás használata, lásd: voseo);
3. Tabasco, ahol a Yucatán-félszigeti és a veracruzi közötti átmeneti nyelvjárást használják;
4. Veracruz, melynek nyelvjárása a karibihoz hasonló;
5. az oaxacai fennsík nyelvjárása, amely közel áll az központihoz;
6. központi nyelvjárás: a középső fennsík Mexikóvárossal;
7. Oaxaca és Guerrero Csendes-óceáni partjai;
8. az északnyugati térség: Sinaloa, Chihuahua, Sonora és Alsó-Kalifornia, melynek egyik jellegzetessége, hogy a ch /t͡ʃ/ hangot s-nek [ʃ] ejtik;
9. az északi fennsík;
10. az északkeleti térség: Tamaulipas és Új-León.

## Külső hivatkozások
- Nyelvjárási példa egy sinaloai női beszélőtől (idézet A kis herceg című regényből)
- Academia Mexicana de la Lengua (Mexikói Nyelvi Akadémia)
- Diccionario breve de mexicanismos – mexikói nyelvjárási kisszótár.
- Refranero mexicano – mexikói szólások és közmondások szótára.
- Asociación de Academias de la Lengua Española (Spanyol Nyelvi Akadémiák Egyesülete)
- Jergas de habla hispana – online spanyol nyelvjárási és szlengszótár